# Colonialidade do gênero

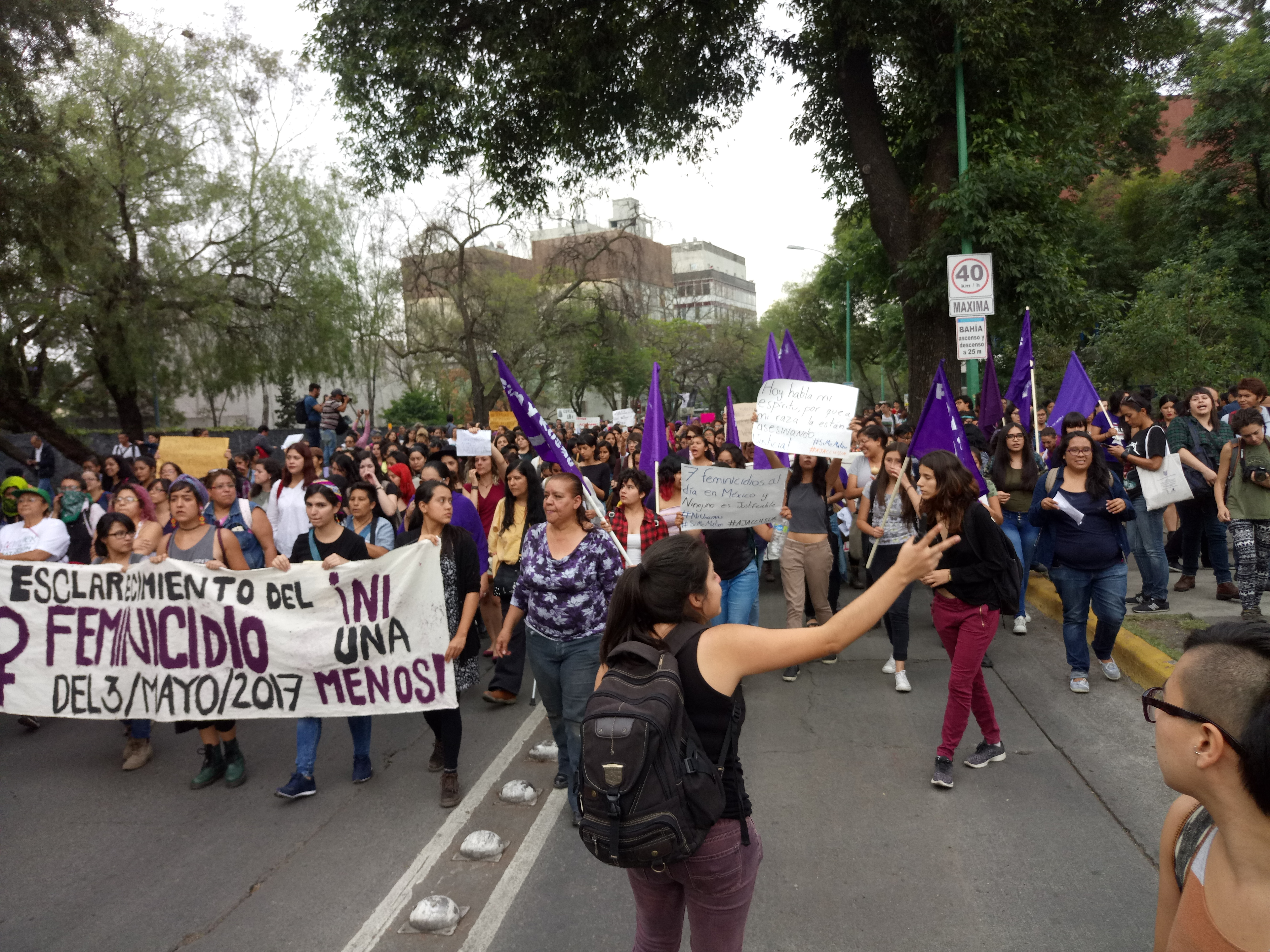
Marcha contra o feminicídio na UNAM em 2017. A colonialidade do género tem sido usada para explicar como o feminicídio moderno está ligado à colonização europeia das Américas.

Colonialidade de gênero é um conceito desenvolvido pela filósofa argentina Maria Lugones. Com base no conceito fundamental de colonialidade do poder de Aníbal Quijano, a colonialidade do gênero explora como o colonialismo europeu influenciou e impôs estruturas de gênero europeias aos povos indígenas das Américas. Este conceito desafia a noção de que o gênero pode ser isolado dos impactos do colonialismo.
Estudiosos também ampliaram o conceito de colonialidade de gênero para descrever experiências coloniais em sociedades asiáticas e africanas. O conceito é notavelmente empregado em campos acadêmicos como o feminismo descolonial e o estudo mais amplo da decolonialidade.

## Efeitos de genero
A colonialidade de gênero examina como o colonialismo impacta tanto as mulheres quanto os homens. Maria Lugones, Yuderkys Espinosa-Miñoso e Nelson Maldonado-Torres argumentam que a colonialidade do gênero visava romper as conexões dos povos indígenas entre si e com a terra, afirmando que a ideia central do colonialismo europeu era explorar a terra para o benefício do homem. Rosalba Icaza acrescenta que "Lugones nos ajuda a entender o momento histórico em que esse sistema específico (sexo/gênero) se tornou uma forma de subjugação [para os povos colonizados]".

### Mulher
Para as mulheres indígenas, as imposições de gênero europeias podem ter normalizado a ideia de que a subordinação das mulheres era uma parte essencial de ser civilizado como os europeus. Isto contrasta com as culturas indígenas anteriores à colonização, que muitas vezes “adoptavam a herança matrilinear e a cultura matrilocal como a sua norma e não como a excepção”. Shannon Frediani argumenta que “muitas culturas indígenas antes do colonialismo tinham formas de governação que reconheciam a participação das mulheres, o seu conhecimento e a centralidade em algumas orientações espirituais”, que acabaram com a colonialidade do género. Outras sociedades tinham um “patriarcado de baixa intensidade” que foi intensificado significativamente pelo colonialismo europeu. Chiara Bottici argumenta que reconhecer essas histórias permite refletir sobre a universalidade dos sistemas coloniais modernos, incluindo os papéis de gênero. Egla Salazar argumenta que a adopção de sistemas patriarcais que forçaram a subordinação das mulheres normalizou o feminicídio contra as mulheres indígenas, como no genocídio maia. Nos dias de hoje, alguns estudiosos, incluindo Lugones, argumentam que as feministas brancas frequentemente ignoram ou negam a subordinação das mulheres não brancas nas sociedades coloniais, bem como os impactos a longo prazo do colonialismo.
Além disso, Tlostanova argumenta que as imposições de género europeias normalizaram a hipersexualização das mulheres não brancas e a violência sexual dirigida a elas. As mulheres não brancas eram consideradas sexualmente disponíveis, sedutoras e dispostas a serem violadas, ameaçando a felicidade e o bem-estar das mulheres brancas. Chavez Jr. argumenta que a ideia de "mulher" não foi estendida às mulheres africanas e indígenas da mesma forma que foi estendida às mulheres brancas, porque as mulheres não brancas eram julgadas como excessivamente sexuais, pecadoras e promíscuas, em oposição à castidade sexual das mulheres coloniais europeias. Esta falta de moralidade feminina desumanizou as mulheres africanas e indígenas, levando-as a serem sexualmente codificadas como femininas, mas sem carácter feminino.
Por outro lado, Wardhani argumenta que as mulheres asiáticas nas sociedades colonizadas eram vistas como mais passivas, voltadas para a família e recatadas do que as mulheres brancas.

### Homens
Para os homens não ocidentais, a imposição de normas de género europeias pode ter mudado o ideal de masculinidade para o de ser um proprietário de terras europeu branco. Egla Salazar argumenta que os efeitos residuais desta história ainda podem ser sentidos nas comunidades de hoje, com os homens a conformarem-se com as ideias europeias do que significa ser homem. DiPietro et al. sugerem que os homens das sociedades colonizadas eram frequentemente feminizados, particularmente em contextos orientais, devido à sua falta de poder. Por outro lado, os machos colonizados podem ser vistos como uma ameaça ao menor indício de agência, particularmente em contextos africanos e em alguns contextos ameríndios. Nestas circunstâncias, os homens colonizados seriam apresentados como animais agressivos, ameaças à pureza tanto das mulheres brancas como das mulheres colonizadas, que seriam vistas como necessitadas de ser salvas pelos seus machos.

## Variação de gênero
A colonialidade de gênero tem sido usada para compreender o apagamento e a violência contra pessoas referidas como ocupantes de um terceiro gênero pelos antropólogos ocidentais nas Américas por meio do colonialismo europeu.
Alexander I. Stingl afirma que o conceito desafia a lente das identidades LGBTQ e defende um maior reconhecimento da variação de gênero, sexualidade e práticas sexuais.